# Vad Dezső
Vad Dezső (Budapest, 1929. március 9. – 2018. július 28.) teniszező, sportújságíró, a Magyar Olimpiai Bizottság sajtófőnöke (1992–2004).

## Pályafutása

### Sportolóként
1943–44 a BLKE, 1945–46 a BBTE, 1947–48 a BEAC, 1949–50 a Vasas, 1950–54 a Bp. Honvéd, 1955 a Bp. Bástya, 1956–57 a Vörös Meteor teniszezője volt. 1948-ben döntős volt a wimbledoni torna ifjúsági versenyében férfi egyesben.
1947-ben egy alkalommal szerepelt a röplabda-válogatottban.

### Sportújságíróként, sportvezetőként
1950 és 1957 között a Magyar Rádió Sport Osztályának a munkatársa volt. 1957-től a Népsort, illetve a Nemzeti Sport munkatársaként tevékenykedett, 1963-tól rovatvezetőként. 1987 és 1994 között az újság szerkesztője, tenisz és nemzetközi sportpolitikai szakírója volt. 1992 és 2004 között a MOB sajtófőnöke volt. 1968 és 1994 között tíz olimpiáról tudósított (hét nyári és három téli olimpia).

## Művei
- Hetedhétországban (1962)
- Világversenyek Budapesten (1965)

## Sikerei, díjai
- Wimbledon – ifjúsági
  - döntős: 1948
- Főiskolai világbajnokság
  - aranyérmes (2): 1951 – Berlin (egyes, vegyes páros)
  - ezüstérmes (2): 1954 – Budapest (egyes, férfi páros)
- Magyar bajnokság
  - bajnok (6): 1946, 1947, 1948, 1949 (4x csapat), 1948 (férfi páros), 1949, (vegyes páros)

## Kitüntetései
- Médiadíj (1997)
- Aranytoll (1999)
- MOB Érdemérem (2001)